# Mazda6
Mazda6 är en personbil, tillverkad i tre generationer av den japanska biltillverkaren Mazda sedan 2002. På hemmamarknaden säljs den under namnet Mazda Atenza. Mazda 6 är efterföljaren till Mazda 626.

## Första generationen (2002-2007)
Mazda6 ersatte Mazda 626 2002. Modellen bygger på en bottenplatta som Mazda tog fram med stöd av huvudägaren Ford. Ford använder bottenplattan i några amerikanska modeller, som Ford Fusion, Mercury Milan och Lincoln MKZ. Mazda6 blev den första modell som ritades enligt Mazdas nuvarande ”zoom-zoom”-design. Tre karosser stod till förfogande; 4-dörrars sedan, 5-dörrars halvkombi samt 5-dörrars kombi. Vissa versioner, framför allt på den japanska marknaden, gick att få med fyrhjulsdrift.
Amerikanska Mazda6 byggs i Flat Rock, Michigan av AutoAlliance International, ett samriskföretag mellan Mazda och Ford. I USA såldes bilen även med en V6-motor från Ford.
År 2005 kom en förfinad och ansiktslyft Mazda6. I och med detta presenterades också prestandaversionen Mazda6 MPS (Mazda Performance Series) med sedan-kaross och fyrhjulsdrift. I Japan och USA såldes dessa under namnet Mazdaspeed.
2005 introducerades även två dieselalternativ.
Versioner:
| Modell | Motor               | Cylindervolym | Effekt     | Bränslesystem             | Anm.          |
| ------ | ------------------- | ------------- | ---------- | ------------------------- | ------------- |
| 1.8    | 4-cyl radmotor DOHC | 1798 cm³      | 120 hk     | Bränsleinsprutning        |               |
| 2.0    | 4-cyl radmotor DOHC | 1999 cm³      | 141-147 hk | Bränsleinsprutning        |               |
| 2.3    | 4-cyl radmotor DOHC | 2261 cm³      | 166 hk     | Bränsleinsprutning        |               |
| MPS    | 4-cyl radmotor DOHC | 2261 cm³      | 260 hk     | Bränsleinsprutning, turbo |               |
| 2.0 CD | 4-cyl radmotor SOHC | 1998 cm³      | 121-136 hk | Turbodiesel               | Endast Europa |
| 3.0 V6 | 6-cyl V-motor DOHC  | 2967 cm³      | 220 hk     | Bränsleinsprutning        | Endast USA    |

## Andra generationen (2008-2012 )
På bilsalongen i Frankfurt 2007 presenterades den nya generationen. Bilen är baserad på en vidareutvecklad bottenplatta från generation ett. Ytter- och innermått har vuxit, men bilen är trots det inte tyngre. Även den nya versionen finns i tre karossutföranden - sedan, halvkombi och kombi. På den japanska hemmamarknaden säljs bilen även med fyrhjulsdrift.
Versioner:
| Modell | Motor               | Cylindervolym | Effekt     | Bränslesystem      |
| ------ | ------------------- | ------------- | ---------- | ------------------ |
| 1.8    | 4-cyl radmotor DOHC | 1798 cm³      | 120 hk     | Bränsleinsprutning |
| 2.0    | 4-cyl radmotor DOHC | 1999 cm³      | 147 hk     | Bränsleinsprutning |
| 2.5    | 4-cyl radmotor DOHC | 2499 cm³      | 170 hk     | Bränsleinsprutning |
| 2.0 CD | 4-cyl radmotor DOHC | 1999 cm³      | 140 hk     | Turbodiesel        |
| 2.2 CD | 4-cyl radmotor DOHC | 2183 cm³      | 163-185 hk | Turbodiesel        |

## Andra generationen i USA (2009- )
För den amerikanska marknaden har Mazda tagit fram en större version av generation två och tre, med längre hjulbas. Bilen finns bara med sedan-kaross. Största motorn i USA är en V6:a på 3,7-liter.
Versioner:
| Modell | Motor               | Cylindervolym | Effekt | Bränslesystem      |
| ------ | ------------------- | ------------- | ------ | ------------------ |
| 2.5    | 4-cyl radmotor DOHC | 2499 cm³      | 170 hk | Bränsleinsprutning |
| 3.7 V6 | 6-cyl V-motor DOHC  | 3726 cm³      | 272 hk | Bränsleinsprutning |

## Tredje generationen (2013- )
Den tredje genarationen av Mazdas "flaggskeppsmodell" presenterades på bilsalaongen i Moskva i slutet på augusti 2012 och är Mazdas andra modell baserad på SKYACTIV-tekniken. Den finns både som sedan och kombi.
'Versioner:
| Modell            | Motor               | Cylindervolym | Effekt     | Bränslesystem      |
| ----------------- | ------------------- | ------------- | ---------- | ------------------ |
| 2.0 SKYACTIV-G I4 | 4-cyl radmotor DOHC | 1998 cm³      | 145-165 hk | Bränsleinsprutning |
| 2.5 SKYACTIV-G I4 | 4-cyl radmotor DOHC | 2488 cm³      | 192 hk     | Bränsleinsprutning |
| 2.2 SKYACTIV-D I4 | 4-cyl radmotor DOHC | 2184 cm³      | 150-175 hk | Turbodiesel        |

## Bilder

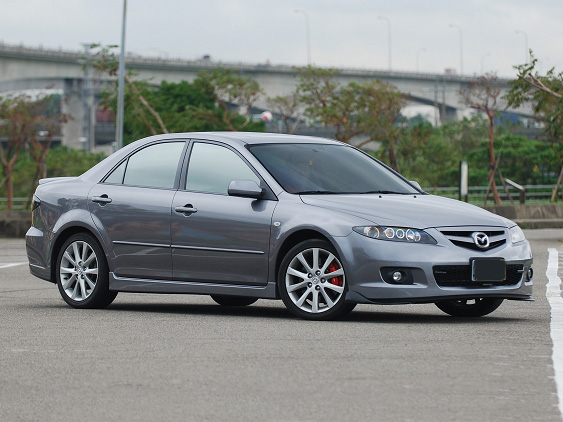
Första generationen
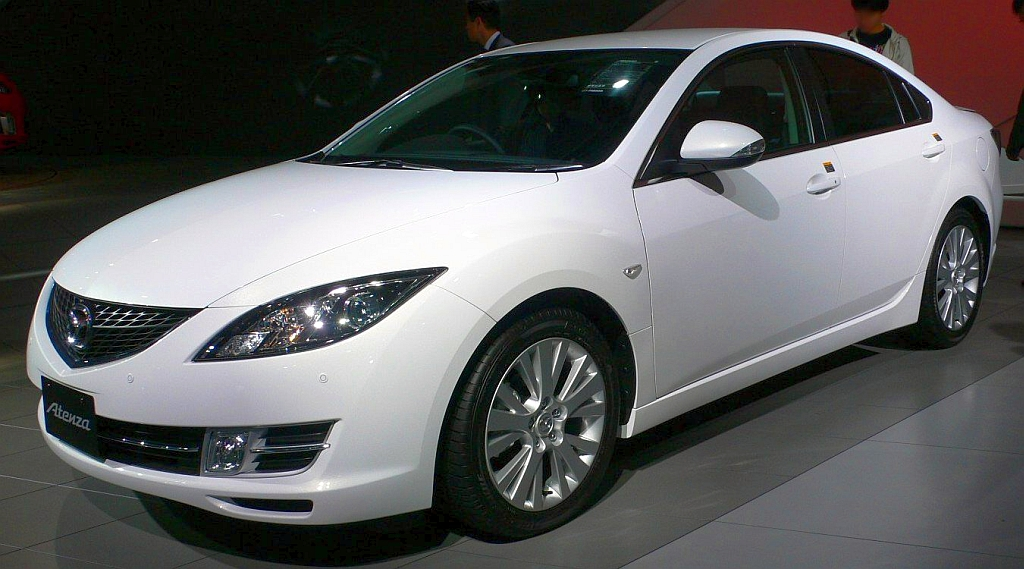
Andra generationen
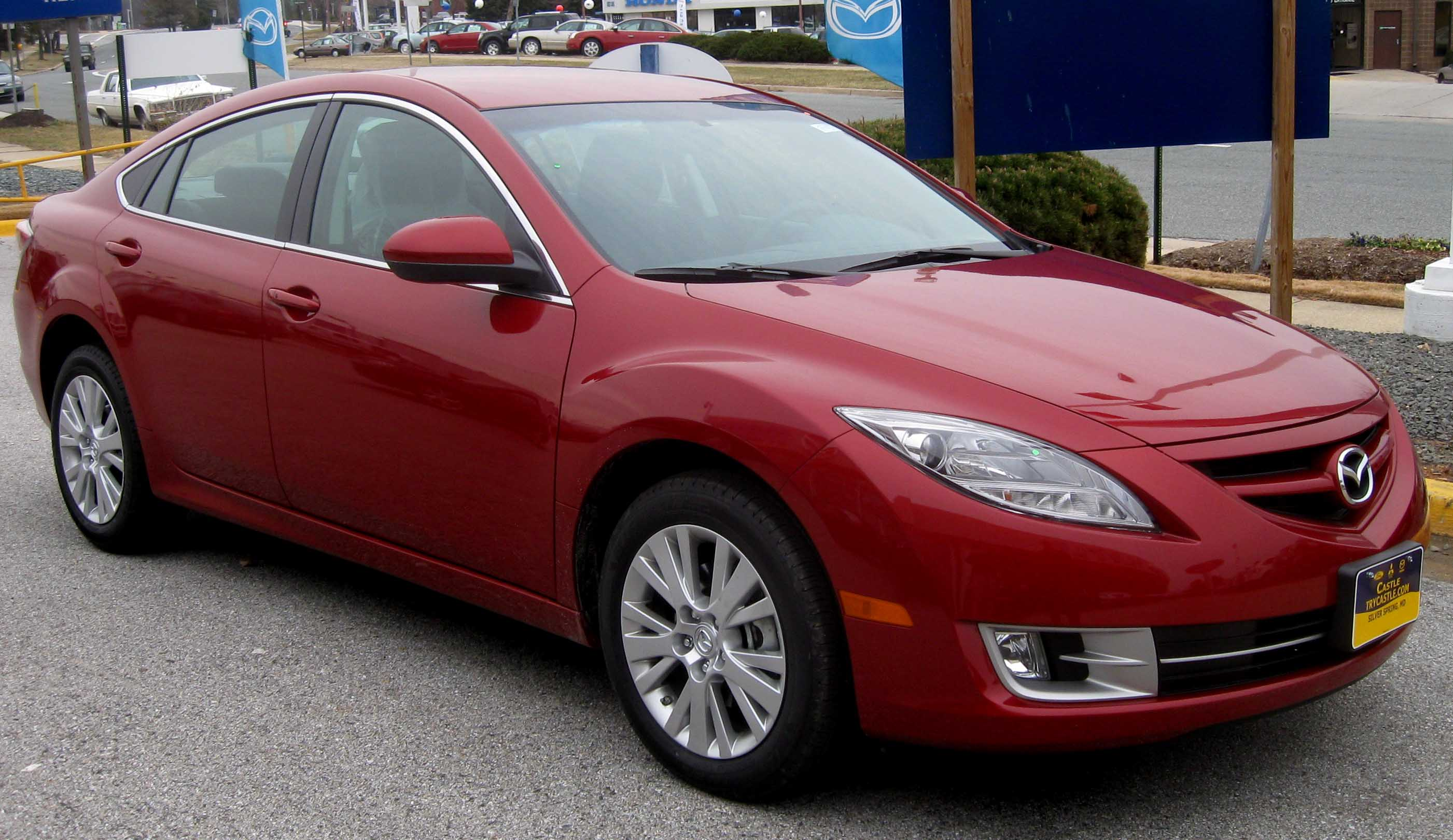
Andra generationen, USA-version
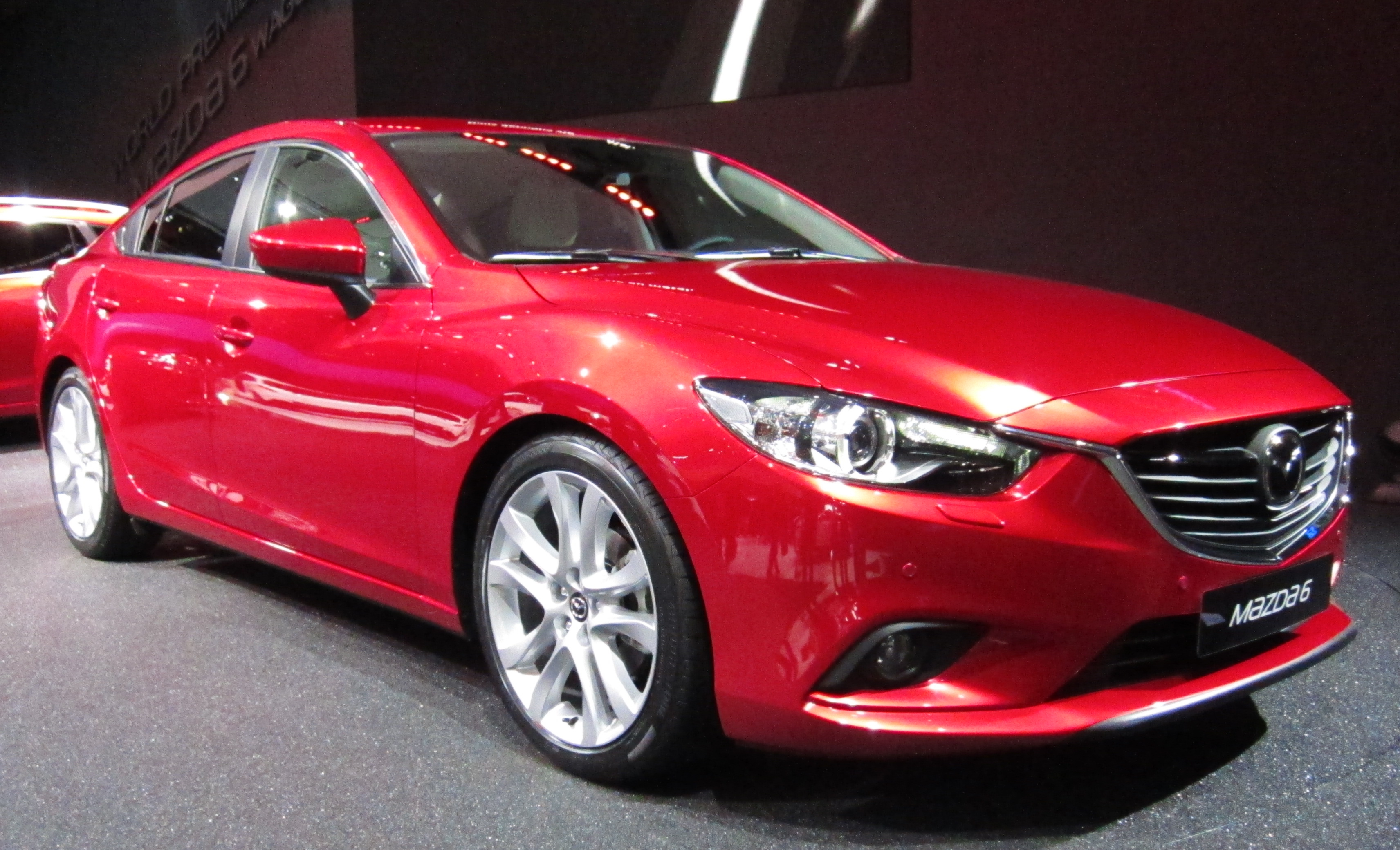
Tredje generationen